# Joyeux calvaire
Joyeux calvaire è un film del 1996 diretto da Denys Arcand.